# Dekanat Oława
Dekanat Oława – jeden z 33 dekanatów w rzymskokatolickiej archidiecezji wrocławskiej.
W skład dekanatu wchodzi 12 parafii:
- parafia Nawiedzenia Najświętszej Maryi Panny → Domaniów
- parafia Znalezienia Krzyża Świętego → Godzikowice
- parafia Najświętszego Serca Pana Jezusa → Kotowice
- parafia św. Marcina Biskupa → Marcinkowice
- parafia Najświętszego Serca Pana Jezusa → Niwnik
- parafia Najświętszej Maryi Panny Różańcowej → Oława
- parafia Świętych Apostołów Piotra i Pawła → Oława
- parafia Miłosierdzia Bożego → Oława
- parafia Najświętszej Marii Panny Matki Pocieszenia → Oława
- parafia Najświętszej Maryi Panny Królowej →  Oława-Nowy Otok
- parafia św. Marii Magdaleny → Osiek koło Oławy
- parafia św. Mikołaja → Wierzbno